# Birmingham City Football Club 2018-2019
Questa pagina raccoglie i dati riguardanti il Birmingham City Football Club nelle competizioni ufficiali della stagione 2018-2019.

## Rosa
| N. |                             | Ruolo | Calciatore        |
| -- | --------------------------- | ----- | ----------------- |
| 1  | Irlanda del Nord (bandiera) | P     | Lee Camp          |
| 29 | Polonia (bandiera)          | P     | Tomasz Kuszczak   |
| 13 | Inghilterra (bandiera)      | P     | David Stockdale   |
| 27 | Inghilterra (bandiera)      | P     | Connal Trueman    |
| 40 | Inghilterra (bandiera)      | P     | Jake Weaver       |
| 25 | Inghilterra (bandiera)      | D     | Josh Cogley       |
| 5  | Francia (bandiera)          | D     | Maxime Colin      |
| 12 | Inghilterra (bandiera)      | D     | Harlee Dean       |
| 45 | Inghilterra (bandiera)      | D     | Wes Harding       |
| 28 | Inghilterra (bandiera)      | D     | Michael Morrison  |
| 30 | Irlanda (bandiera)          | D     | Corey O'Keeffe    |
| 3  | Danimarca (bandiera)        | D     | Kristian Pedersen |
| 4  | Inghilterra (bandiera)      | D     | Marc Roberts      |
| 48 | Inghilterra (bandiera)      | C     | Odin Bailey       |
| 26 | Inghilterra (bandiera)      | C     | David Davis       |

| N. |                         | Ruolo | Calciatore         |
| -- | ----------------------- | ----- | ------------------ |
| 8  | Inghilterra (bandiera)  | C     | Craig Gardner      |
| 20 | Inghilterra (bandiera)  | C     | Gary Gardner       |
| 23 | Spagna (bandiera)       | C     | Jota               |
| 6  | Paesi Bassi (bandiera)  | C     | Maikel Kieftenbeld |
| 31 | Inghilterra (bandiera)  | C     | Charlie Lakin      |
| 19 | RD del Congo (bandiera) | C     | Jacques Maghoma    |
| 7  | Inghilterra (bandiera)  | C     | Connor Mahoney     |
| 18 | Svezia (bandiera)       | C     | Kerim Mrabti       |
|    | Nigeria (bandiera)      | C     | Viv Solomon-Otabor |
| 11 | Inghilterra (bandiera)  | C     | Isaac Vassell      |
| 9  | Inghilterra (bandiera)  | A     | Che Adams          |
| 10 | Inghilterra (bandiera)  | A     | Lukas Jutkiewicz   |
| 30 | RD del Congo (bandiera) | A     | Beryly Lubala      |
|    | Scozia (bandiera)       | A     | Greg Stewart       |

## Organigramma societario
Area tecnica
- Allenatore:
- Allenatore in seconda: James Beattie, Lee Carsley, Josep Clotet Ruiz
- Preparatore dei portieri: Darryl Flahavan
- Preparatori atletici:

## Risultati

### Championship

#### Girone di andata
| Arbitro: | Bankes |

|                                |           |                    |
| Maghoma 56’ Solomon-Otabor 89’ | Marcatori | 83’, 90’ Hernández |

| Arbitro: | Madley |

|                  |           |  |
| Assombalonga 12’ | Marcatori |  |

| Birmingham 17 agosto 2018, ore 19:45 WEST 3ª giornata | Birmingham City | 0 – 0 referto | Swansea City | St Andrew's (20 083 spett.)\| Arbitro: \| England \| |
| Arbitro:                                              | England         |               |              |                                                      |

| Arbitro: | Probert |

|             |           |  |
| Buckley 73’ | Marcatori |  |

| Arbitro: | Robinson |

|                       |           |                          |
| Lolley 75’ Murphy 87’ | Marcatori | 21’ Jutkiewicz 72’ Adams |

| Birmingham 1º settembre 2018, ore 15:00 WEST 6ª giornata | Birmingham City | 0 – 0 referto | QPR | St Andrew's (21 155 spett.)\| Arbitro: \| Simpson \| |
| Arbitro:                                                 | Simpson         |               |     |                                                      |

| Arbitro: | Madley |

|          |           |              |
| Jota 26’ | Marcatori | 39’ Phillips |

| Sheffield 19 settembre 2018, ore 19:45 WEST 8ª giornata | Sheffield Utd | 0 – 0 referto | Birmingham City | Bramall Lane (23 525 spett.)\| Arbitro: \| Ward \| |
| Arbitro:                                                | Ward          |               |                 |                                                    |

| Arbitro: | Bankes |

|             |           |               |
| Alioski 85’ | Marcatori | 8’, 29’ Adams |

| Arbitro: | Brooks |

|                     |           |                          |
| Jutkiewicz 48’, 68’ | Marcatori | 26’ Nolan 41’ Pennington |

| Arbitro: | Robinson |

|               |           |              |
| McEachran 42’ | Marcatori | 26’ Morrison |

| Arbitro: | Stroud |

|                          |           |            |
| Jutkiewicz 20’, 23’, 68’ | Marcatori | 77’ Taylor |

| Arbitro: | East |

|  |           |           |
|  | Marcatori | 81’ Adams |

| Arbitro: | Harrington |

|                            |           |           |
| Gardner 49’ Jutkiewicz 70’ | Marcatori | 90’ Meïté |

| Arbitro: | Bond |

|                                      |           |              |
| Mahoney 43’ Jutkiewicz 80’ Adams 84’ | Marcatori | 19’ Fletcher |

| Arbitro: | Kavanagh |

|                                     |           |                |
| Bennett 53’ Wilson 55’ Marriott 73’ | Marcatori | 10’ Jutkiewicz |

| Arbitro: | Ward |

|                     |           |                                |
| Adams 21’, 45’, 84’ | Marcatori | 50’, 61’ Campbell 73’ Grosicki |

| Arbitro: | Jones |

|                                                       |           |                             |
| Kodjia 37’ Grealish 39’ Abraham 51’ (rig.) Hutton 76’ | Marcatori | 28’ Jutkiewicz 57’ Pedersen |

| Arbitro: | Duncan |

|  |           |                                  |
|  | Marcatori | 11’ (aut.) Meredith 76’ Morrison |

| Arbitro: | Webb |

|                                       |           |  |
| Kieftenbeld 46’ Maghoma 61’ Adams 77’ | Marcatori |  |

| Arbitro: | Brooks |

|  |           |              |
|  | Marcatori | 63’ Diedhiou |

| Arbitro: | Harrington |

|                          |           |                              |
| Graham 19’ Armstrong 46’ | Marcatori | 78’ (rig.) Gardner 80’ Adams |

| Arbitro: | Joyce |

|  |           |                                    |
|  | Marcatori | 26’ Adams 45’ Morrison 61’ Maghoma |

#### Girone di ritorno
| Arbitro: | Bond |

|                       |           |  |
| Maghoma 43’ Bogle 87’ | Marcatori |  |

| Birmingham 29 dicembre 2018, ore 15:00 WET 25ª giornata | Birmingham City | 0 – 0 referto | Brentford | St Andrew's (23 909 spett.)\| Arbitro: \| Bankes \| |
| Arbitro:                                                | Bankes          |               |           |                                                     |

| Arbitro: | Woolmer |

|              |           |           |
| Fletcher 18’ | Marcatori | 48’ Adams |

| Arbitro: | Scott |

|           |           |                           |
| Adams 79’ | Marcatori | 37’ Wing 82’ Assombalonga |

| Arbitro: | Robinson |

|                                   |           |           |
| Pukki 13’ Vrančić 22’ Trybull 25’ | Marcatori | 14’ Adams |

| Arbitro: | Martin |

|                             |           |                                         |
| James 22’ McBurnie 65’, 90’ | Marcatori | 35’ Maghoma 67’ (aut.) Grimes 71’ Adams |

| Arbitro: | Webb |

|                           |           |  |
| Jota 13’ Adams 90’ (rig.) | Marcatori |  |

| Arbitro: | Bond |

|                            |           |                              |
| Smith 45’, 48’ Cousins 80’ | Marcatori | 21’, 26’, 42’ Adams 36’ Dean |

| Arbitro: | Davies |

|  |           |              |
|  | Marcatori | 71’ Connolly |

| Arbitro: | Bankes |

|                |           |                        |
| Adams 16’, 85’ | Marcatori | 52’ Mulgrew 83’ Graham |

| Arbitro: | Eltringham |

|              |           |                          |
| Diedhiou 66’ | Marcatori | 42’ Mahoney 47’ Morrison |

| Arbitro: | Harrington |

|                       |           |  |
| Bowen 23’, 60’ (rig.) | Marcatori |  |

| Arbitro: | Robinson |

|  |           |              |
|  | Marcatori | 67’ Grealish |

| Arbitro: | Brooks |

|  |           |                   |
|  | Marcatori | 13’, 32’ Thompson |

| Arbitro: | Duncan |

|             |           |  |
| Maguire 90’ | Marcatori |  |

| Arbitro: | Webb |

|                                              |           |                           |
| Gayle 47’ Rodriguez 65’ (rig.) Livermore 74’ | Marcatori | 7’ Gardner 59’ Jutkiewicz |

| Arbitro: | Dean |

|           |           |  |
| Adams 29’ | Marcatori |  |

| Arbitro: | Bond |

|              |           |             |
| Morrison 42’ | Marcatori | 38’ Stevens |

| Arbitro: | Simpson |

|             |           |               |
| Edwards 46’ | Marcatori | 7’ Jutkiewicz |

| Arbitro: | Hooper |

|                            |           |                      |
| Jutkiewicz 2’ Morrison 19’ | Marcatori | 7’ Waghorn 28’ Keogh |

| Arbitro: | Davies |

|            |           |                                 |
| Crooks 22’ | Marcatori | 56’ Maghoma 63’ Jota 90’ Mrabti |

| Arbitro: | Martin |

|               |           |            |
| Jutkiewicz 2’ | Marcatori | 45’ Powell |

| Reading 5 maggio 2019, ore 12:30 WEST 46ª giornata | Reading | 0 – 0 referto | Birmingham City | Madejski Stadium (17 247 spett.)\| Arbitro: \| Stroud \| |
| Arbitro:                                           | Stroud  |               |                 |                                                          |

### FA Cup
| Arbitro: | East |

|                           |           |  |
| Arnautović 2’ Carroll 90’ | Marcatori |  |

### Coppa di Lega
| Arbitro: | Whitestone |

|                     |           |  |
| Meïté 11’ Swift 72’ | Marcatori |  |

## Statistiche

### Statistiche di squadra
| Competizione  | Punti | In casa | In casa | In casa | In casa | In casa | In casa | In trasferta | In trasferta | In trasferta | In trasferta | In trasferta | In trasferta | Totale | Totale | Totale | Totale | Totale | Totale | DR |
| Competizione  | Punti | G       | V       | N       | P       | Gf      | Gs      | G            | V            | N            | P            | Gf           | Gs           | G      | V      | N      | P      | Gf     | Gs     | DR |
| ------------- | ----- | ------- | ------- | ------- | ------- | ------- | ------- | ------------ | ------------ | ------------ | ------------ | ------------ | ------------ | ------ | ------ | ------ | ------ | ------ | ------ | -- |
| Championship  | 61    | 23      | 7       | 11      | 5       | 31      | 24      | 23           | 7            | 8            | 8            | 33           | 34           | 46     | 14     | 19     | 13     | 64     | 58     | +6 |
| FA Cup        | -     | 0       | 0       | 0       | 0       | 0       | 0       | 1            | 0            | 0            | 1            | 0            | 2            | 1      | 0      | 0      | 1      | 0      | 2      | -2 |
| Coppa di Lega | -     | 0       | 0       | 0       | 0       | 0       | 0       | 1            | 0            | 0            | 1            | 0            | 2            | 1      | 0      | 0      | 1      | 0      | 2      | -2 |
| Totale        | -     | 23      | 7       | 11      | 5       | 31      | 24      | 25           | 7            | 8            | 10           | 33           | 38           | 48     | 14     | 19     | 15     | 64     | 62     | +2 |

### Andamento in campionato
| Giornata  | 1  | 2  | 3  | 4  | 5  | 6  | 7  | 8  | 9  | 10 | 11 | 12 | 13 | 14 | 15 | 16 | 17 | 18 | 19 | 20 | 21 | 22 | 23 | 24 | 25 | 26 | 27 | 28 | 29 | 30 | 31 | 32 | 33 | 34 | 35 | 36 | 37 | 38 | 39 | 40 | 41 | 42 | 43 | 44 | 45 | 46 |
| --------- | -- | -- | -- | -- | -- | -- | -- | -- | -- | -- | -- | -- | -- | -- | -- | -- | -- | -- | -- | -- | -- | -- | -- | -- | -- | -- | -- | -- | -- | -- | -- | -- | -- | -- | -- | -- | -- | -- | -- | -- | -- | -- | -- | -- | -- | -- |
| Luogo     | C  | T  | C  | T  | T  | C  | C  | T  | T  | C  | T  | C  | T  | C  | C  | T  | C  | T  | T  | C  | C  | T  | T  | C  | C  | T  | C  | T  | T  | C  | T  | C  | C  | T  | T  | C  | C  | T  | T  | C  | C  | T  | C  | T  | C  | T  |
| Risultato | N  | P  | N  | P  | N  | N  | N  | N  | V  | N  | N  | V  | V  | V  | V  | P  | N  | P  | V  | V  | P  | N  | V  | V  | N  | N  | P  | P  | N  | V  | V  | P  | N  | V  | P  | P  | P  | P  | P  | V  | N  | N  | N  | V  | N  | N  |
| Posizione | 24 | 24 | 24 | 24 | 24 | 24 | 24 | 24 | 24 | 24 | 24 | 24 | 24 | 22 | 19 | 23 | 23 | 23 | 19 | 18 | 18 | 18 | 17 | 16 | 16 | 16 | 17 | 18 | 19 | 18 | 17 | 18 | 16 | 17 | 18 | 18 | 18 | 18 | 18 | 17 | 17 | 18 | 18 | 17 | 17 | 17 |

Legenda:

Luogo: C = Casa; T = Trasferta. Risultato: V = Vittoria; N = Pareggio; P = Sconfitta.

### Statistiche dei giocatori
| Giocatore         | Championship | Championship | Championship | Championship | FA Cup   | FA Cup | FA Cup      | FA Cup     | Coppa di Lega | Coppa di Lega | Coppa di Lega | Coppa di Lega | Totale   | Totale | Totale      | Totale     |
| Giocatore         | Presenze     | Reti         | Ammonizioni  | Espulsioni   | Presenze | Reti   | Ammonizioni | Espulsioni | Presenze      | Reti          | Ammonizioni   | Espulsioni    | Presenze | Reti   | Ammonizioni | Espulsioni |
| ----------------- | ------------ | ------------ | ------------ | ------------ | -------- | ------ | ----------- | ---------- | ------------- | ------------- | ------------- | ------------- | -------- | ------ | ----------- | ---------- |
| L. Camp           | 44           | 0            | 1            | 0            | 1        | 0      | 0           | 0          | 1             | 0             | 0             | 0             | 46       | 0      | 1           | 0          |
| T. Kuszczak       | -            | -            | -            | -            | -        | -      | -           | -          | -             | -             | -             | -             | -        | -      | -           | -          |
| D. Stockdale      | -            | -            | -            | -            | -        | -      | -           | -          | -             | -             | -             | -             | -        | -      | -           | -          |
| C. Trueman        | 2            | 0            | 0            | 0            | -        | -      | -           | -          | -             | -             | -             | -             | 2        | 0      | 0           | 0          |
| J. Weaver         | -            | -            | -            | -            | -        | -      | -           | -          | -             | -             | -             | -             | -        | -      | -           | -          |
| J. Cogley         | 1            | 0            | 0            | 0            | -        | -      | -           | -          | 1             | 0             | 1             | 0             | 2        | 0      | 1           | 0          |
| M. Colin          | 43           | 0            | 3            | 0            | 1        | 0      | 0           | 0          | -             | -             | -             | -             | 44       | 0      | 3           | 0          |
| H. Dean           | 44           | 1            | 6            | 0            | 1        | 0      | 0           | 0          | -             | -             | -             | -             | 45       | 1      | 6           | 0          |
| W. Harding        | 28           | 0            | 3            | 0            | 1        | 0      | 0           | 0          | 1             | 0             | 0             | 0             | 30       | 0      | 3           | 0          |
| M. Morrison       | 43           | 6            | 7            | 0            | 1        | 0      | 0           | 0          | -             | -             | -             | -             | 44       | 6      | 7           | 0          |
| C. O'Keeffe       | -            | -            | -            | -            | -        | -      | -           | -          | -             | -             | -             | -             | -        | -      | -           | -          |
| K. Pedersen       | 39           | 1            | 7            | 1            | -        | -      | -           | -          | -             | -             | -             | -             | 39       | 1      | 7           | 1          |
| M. Roberts        | 8            | 0            | 2            | 0            | -        | -      | -           | -          | 1             | 0             | 0             | 0             | 9        | 0      | 2           | 0          |
| O. Bailey         | -            | -            | -            | -            | -        | -      | -           | -          | -             | -             | -             | -             | -        | -      | -           | -          |
| D. Davis          | 11           | 0            | 3            | 0            | -        | -      | -           | -          | -             | -             | -             | -             | 11       | 0      | 3           | 0          |
| C. Gardner        | 21           | 1            | 7            | 1            | 1        | 0      | 0           | 0          | -             | -             | -             | -             | 22       | 1      | 7           | 1          |
| G. Gardner        | 40           | 2            | 11           | 0            | 1        | 0      | 1           | 0          | 1             | 0             | 1             | 0             | 42       | 2      | 13          | 0          |
| Jota              | 40           | 3            | 4            | 0            | -        | -      | -           | -          | 1             | 0             | 0             | 0             | 41       | 3      | 4           | 0          |
| M. Kieftenbeld    | 36           | 1            | 10           | 1            | 1        | 0      | 0           | 0          | 1             | 0             | 0             | 0             | 38       | 1      | 10          | 1          |
| C. Lakin          | 10           | 0            | 0            | 0            | -        | -      | -           | -          | 1             | 0             | 0             | 0             | 11       | 0      | 0           | 0          |
| J. Maghoma        | 42           | 6            | 6            | 0            | 1        | 0      | 0           | 0          | -             | -             | -             | -             | 43       | 6      | 6           | 0          |
| C. Mahoney        | 30           | 2            | 0            | 0            | 1        | 0      | 0           | 0          | 1             | 0             | 0             | 0             | 32       | 2      | 0           | 0          |
| K. Mrabti         | 12           | 1            | 0            | 0            | -        | -      | -           | -          | -             | -             | -             | -             | 12       | 1      | 0           | 0          |
| V. Solomon-Otabor | 8            | 1            | 0            | 0            | 1        | 0      | 0           | 0          | 1             | 0             | 0             | 0             | 10       | 1      | 0           | 0          |
| I. Vassell        | 14           | 0            | 1            | 0            | -        | -      | -           | -          | -             | -             | -             | -             | 14       | 0      | 1           | 0          |
| C. Adams          | 46           | 22           | 5            | 0            | 1        | 0      | 0           | 0          | 1             | 0             | 0             | 0             | 48       | 22     | 5           | 0          |
| L. Jutkiewicz     | 46           | 14           | 4            | 0            | 1        | 0      | 0           | 0          | -             | -             | -             | -             | 47       | 14     | 4           | 0          |
| B. Lubala         | 3            | 0            | 0            | 0            | -        | -      | -           | -          | 1             | 0             | 0             | 0             | 4        | 0      | 0           | 0          |
| G. Stewart        | -            | -            | -            | -            | -        | -      | -           | -          | -             | -             | -             | -             | -        | -      | -           | -          |
| O. Bogle          | 14           | 1            | 0            | 0            | -        | -      | -           | -          | 1             | 0             | 0             | 0             | 15       | 1      | 0           | 0          |
| C. N'Doye         | 2            | 0            | 1            | 0            | -        | -      | -           | -          | -             | -             | -             | -             | 2        | 0      | 1           | 0          |
| D. Scarr          | 1            | 0            | 0            | 0            |          |        |             |            |               |               |               |               |          |        |             |            |